# Pune Football Club
El Pune Football Club es un equipo de fútbol de la India que juega en la I-League, la liga de fútbol más importante del país.

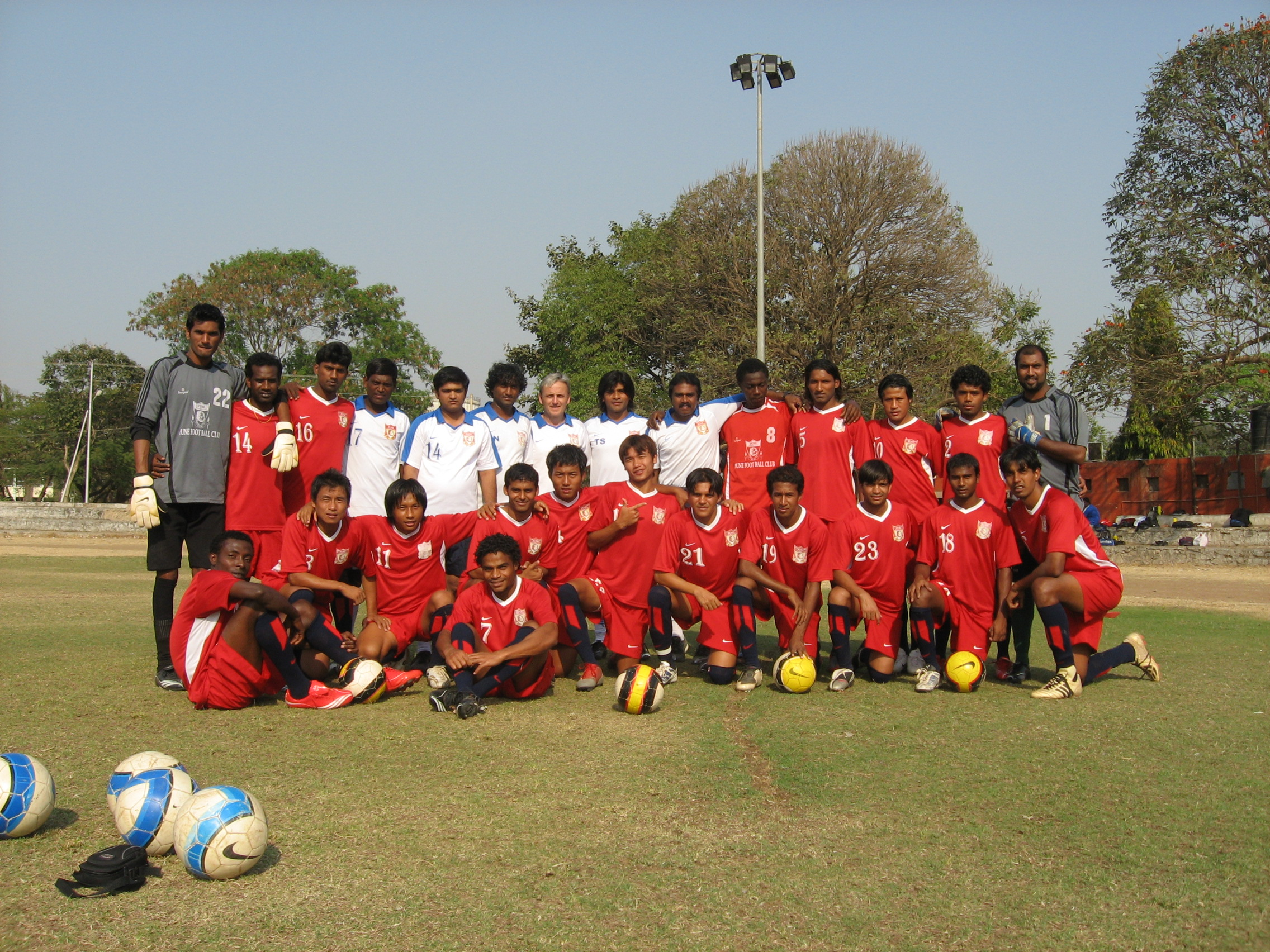
Entrenamiento del Pune Football Club en el 2008.

## Historia
Fue fundado en el año 2007 en la ciudad de Pune, Maharashtra en el momento que el fútbol de la India entró en una fase de renovación, con la I-League reemplazando a la Liga Nacional de la India, pero la Federación de la India empezó a llamar inversionistas para crear clubes en zonas alejadas de la capital, por lo que el Pune Football Club fue creado por el grupo Ashtok Piramal Group, iniciando en la I-League 2º Division, la segunda categoría nacional.
El primer entrenador del club fue el inglés Stewart Hall en la temporada 2008, pero fue al año siguiente que recibió la gran noticia, en la que la I-League se iba a expandir a 4 equipos más, logrando el ascenso tras quedar en 4º lugar en el segundo nivel en esa temporada.
La primera temporada del club en la máxima categoría fue la del 2009/10, disputando su primer partido ante el East Bengal de local, terminando con empate 0-0. Su primer triunfo en el máximo nivel fue en la fecha nueve ante el JCT FC, a quien vencieron 2-1, terminando la temporada en 3º lugar, más de lo esperado por el arranque de liga tan lento.
El 23 de junio del 2011 crearon al Pune FC Academy, su equipo filial, siendo el primer equipo de la India en crear un equipo filial en el fútbol del país. También el 26 de setiembre pactaron jugar un partido amistoso ante el Blackburn Rovers FC, siendo el primer equipo de la India en enfrentarse a un club de la Premier League, partido que se jugó el 7 de octubre con victoria 0-3 para los ingleses.
El 30 de julio de 2014 se confirmó la llegada del veterano David Trezeguet, exgoleador de la Juventus y de la Selección de Francia, campeón y subcampeón del Mundo, y de tantas otras competencia de mayor importancia mundial; después de quedar libre del equipo argentino, el Club Atlético River Plate, por problemas con el goleador e ídolo "Millonario" Fernando Cavenaghi. Con este flamante refuerzo, el Pune busca reforzarse con jugadores de renombre para la segunda mitad del 2014.

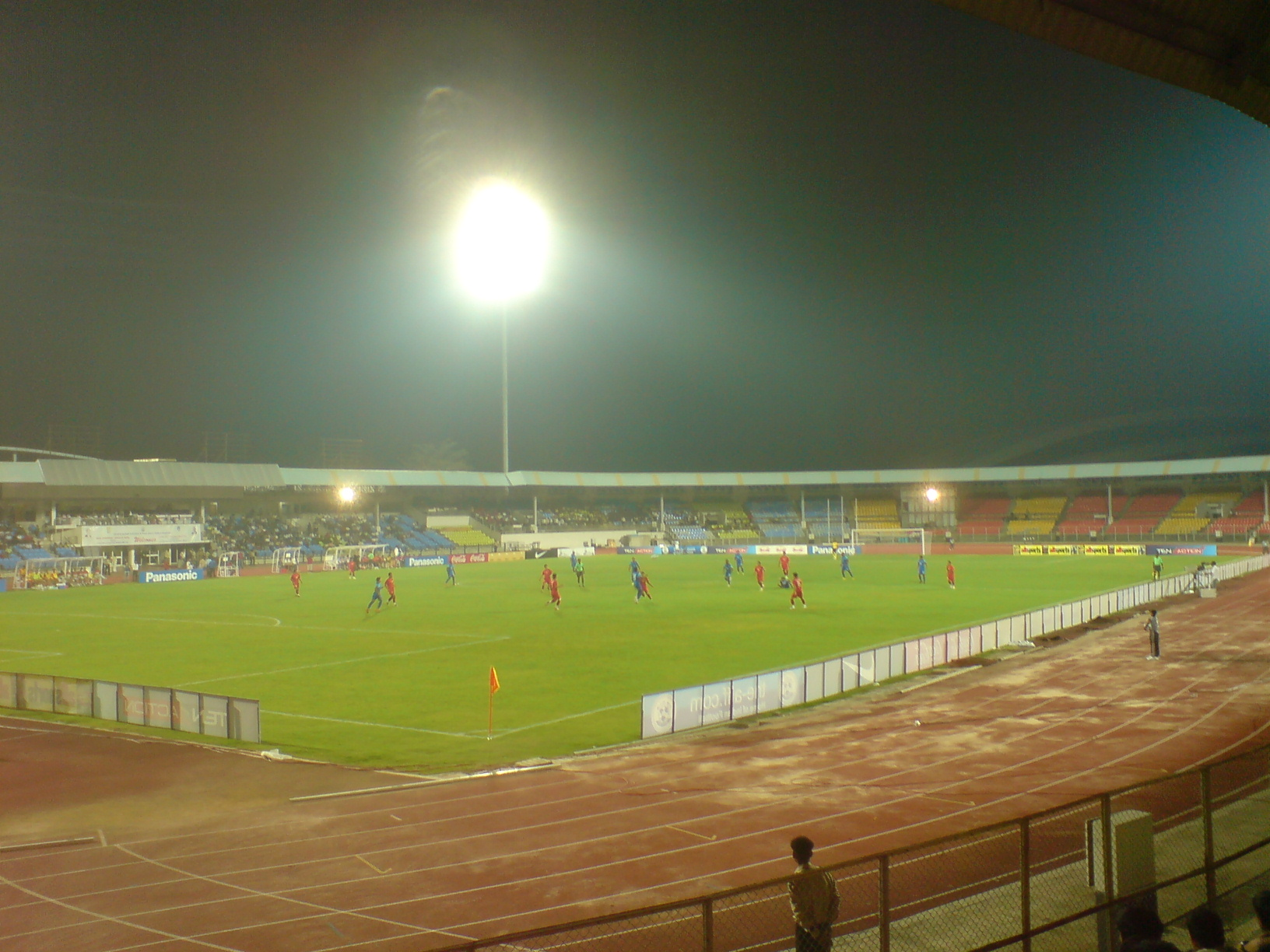
El Balewadi Sports Complex durante un partido ente y el 8 de octubre del 2010.

## Estadio
El Pune Football Club juega sus partidos de local en el Balewadi Sports Complex en Balewadi, un suburbio de la ciudad de Pune, el cual fue construido en el 2008, el cual se usó en los Juegos Juveniles de la Commonwealth en el 2008.

## Rivalidades
La principal rivalidad del Pune Football Club Es con el otro equipo importante del Estado de Maharashtra, el Mumbai FC, en el llamado Derby de Maha.

## Participación en competiciones de la AFC
| Temporada | Torneo                      | Ronda            | Club      | Casa | Visita | Global |
| --------- | --------------------------- | ---------------- | --------- | ---- | ------ | ------ |
| 2014      | Liga de Campeones de la AFC | Clasificatoria 1 | Hanoi T&T | 0-3  | x      | 0-3    |

## Jugadores destacados

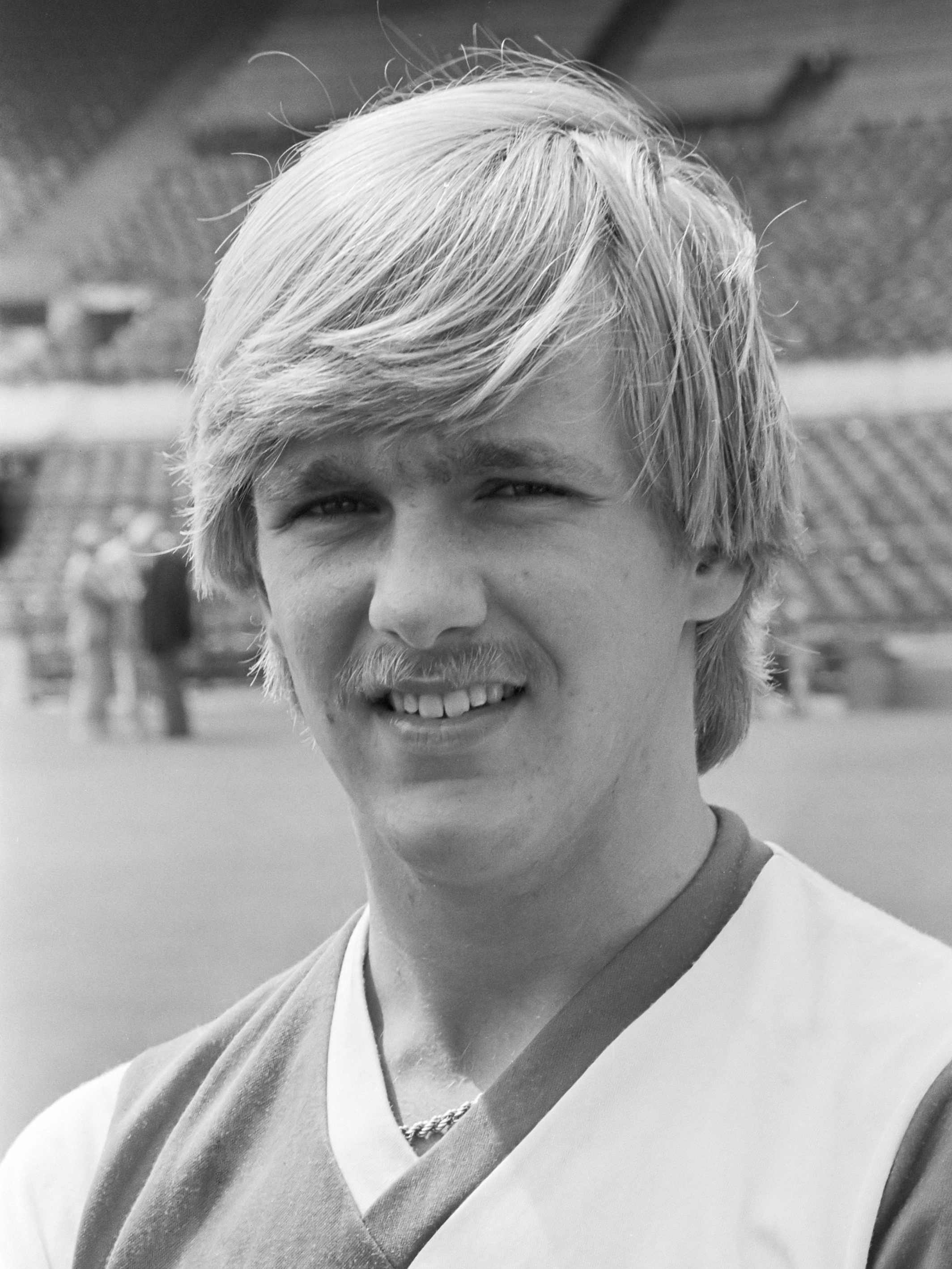
Mike Snoei dirige al Pune Football Club desde 2013.

| - Edmar Figueira - Raúl Fabiani - Mandjou Keita - Lester Fernández - Asim Hassan - Jeje Lalpekhlua - Abhra Mondal | - Subrata Pal - Subhash Singh - Karma Tsewang - Chika Wali - James Moga - Cyd Gray - Gustavo Oberman - David Trezeguet |